# Hochschule Mainz
Hochschule Mainz (do 2014 r. Fachhochschule Mainz) – uczelnia w Moguncji, w kraju związkowym Nadrenia-Palatynat, w Niemczech. Wraz z Uniwersytetem Johannesa Gutenberga i Katholische Hochschule Mainz jest jedną z trzech uczelni publicznych w stolicy kraju Nadrenii-Palatynatu w Moguncji. Współpracuje z ponad 600 firmami w ramach szeregu kursów integrujących teoretyczne i praktyczne szkolenia zawodowe. Utrzymuje też partnerskie relacje z 90 różnymi uczelniami w ramach programów naukowych.

## Historia
Hochschule Mainz jest zasadniczo częścią długiej tradycji dwóch instytucji dydaktycznych z elektorskiej Moguncji i Wielkiego Księcia Darmstadt.
Z jednej strony założona w Moguncji w 1841 roku Handwerker-Zeichenschule (przemianowana w 1894 na Kunst- und Gewerbeschule, 1933 przemianowana na Staatsschule für Kunst und Handwerk, rozwiązana w 1939), której początkiem była powstała w 1757 r. elektorska „Akademia Malarstwa i Rzeźby”.
Z drugiej strony Großherzogliche Landesbaugewerkschule założona w Darmstadt w 1876 r., przemianowana na Staatsbauschule w 1933 r., przeniesiona do Moguncji w 1936 r. wraz z kadrą nauczającą i zmieniła swoją nazwę na Szkoła budowlana im. Adolfa Hitlera. Budynek szkoły został zniszczony podczas nalotu alianckiego w lutym 1945.
Po II wojnie światowej, 3 października 1946, w Auditorium Maximum Uniwersytetu Johannesa Gutenberga otwarto ponownie Staatsbauschule und Landeskunstschule („Państwową Szkołę Budownictwa i Państwową Szkołę Artystyczną”). Od 1955 roku Staatsbau- und Landeskunstschule z dwoma głównymi wydziałami mieści się w nowym budynku przy Holzstrasse 36. W 1957 roku Staatsbauschule przemianowano na Staatliche Ingenieurschule für Bau- und Vermessungswesen Mainz. W 1959 nastąpiła zmiana nazwy Landeskunstschule na Staatliche Werkkunstschule Mainz. Stare budynki rozbudowano i wybudowano nowe obiekty przy Holzstrasse w 1963 r.
1 września 1996 weszła w życie nowa ustawa o szkolnictwie wyższym, która regulowała podział Fachhochschule Rheinland-Pfalz na siedem niezależnych uczelni. W rezultacie Fachhochschule Mainz powstała jako niezależna uczelnia z trzema wydziałami (wydział techniki, wydział artystyczny, wydział ekonomii).
1 września 2014 Fachhochschule Mainz zmieniła nazwę na Hochschule Mainz.

## Wydziały i kierunki studiów
Zakres kursów podzielony jest na trzy wydziały:
- Wydział techniczny: Architektura, Inżynieria lądowa, Zarządzanie nieruchomościami / Zarządzanie obiektami, Inżynieria przemysłowa (budownictwo) oraz Geoinformatyka i Geodezja
- Wydział artystyczny: Komunikacja, Architektura wnętrz, projektowanie medialne
- Wydział ekonomii: Zarządzanie, Biznes międzynarodowy, Prawo gospodarcze, Informatyka gospodarcza, Media cyfrowe